# 비정 (1949년 영화)
《비정》(My Foolish Heart)은 미국에서 제작된 마크 롭슨 감독의 1949년 드라마 영화이다. 데이나 앤드루스 등이 주연으로 출연하였고 사무엘 골드윈 등이 제작에 참여하였다.

## 출연

### 주연
- 데이나 앤드루스
- 수잔 헤이워드

### 조연
- 켄트 스미스
- 로이스 휠러
- 제시 로이스 랜디스
- 로버트 케이스
- 지지 페로

## 기타
- 미술: 리처드 데이